# Abuja
Abuja [aˈbuːdʒa] ist seit dem 12. Dezember 1991 die Hauptstadt von Nigeria in Westafrika. Sie hat derzeit (Berechnungsstand 2022) ca. 1,7 Millionen Einwohner im Gemeindegebiet und knapp 3,8 Millionen Einwohner in der Agglomeration (2023). Abuja ist auch die Hauptstadt des Federal Capital Territory. Das Territory (Sonderform eines Bundeslandes) wird direkt von der Bundesregierung durch einen Bundesminister verwaltet (Ministry of FCT) und entsendet einen eigenen Senator in die nigerianische Nationalversammlung. In Abuja befindet sich der Sitz des Sekretariats der Westafrikanischen Wirtschaftsgemeinschaft (ECOWAS).

## Geographie

### Lage
Abuja liegt in Zentral-Nigeria zwischen dem muslimisch dominierten Norden und dem christlich dominierten Süden. Die Lage wurde beim Umzug der Hauptstadt von Lagos bewusst gewählt, um einen gleichwertigen Zugang zu politischer Macht für beide Landesteile zu symbolisieren.

### Stadtgliederung
Die Phase 1 der Stadt umfasst die fünf Bezirke (Districts) Asokoro, Central, Garki, Maitama und Wuse. Umschlossen werden diese fünf Bezirke von einem Autobahnring, lediglich der Stadtteil Asokoro ragt etwas darüber hinaus. Der Central District ist als Geschäfts- und Verwaltungszentrum geplant und teilweise realisiert. In diesem Bereich finden sich Gerichte, Ministerien und der Sitz des Präsidenten. In den Stadtteilen Asokoro und Maitama sind viele Botschaften angesiedelt.
In der Phase 2 schließen sich die Bezirke Dakibiyu, Durumi, Dutse, Gudu, Jabi, Jahi, Katampe, Kaura, Kukwaba, Mabushi, Utako, Wuye und Yado an, wovon bisher erst einige realisiert sind. Umschlossen werden sie von einem zweiten Autobahnring, der bereits fertiggestellt ist und die Autobahnen nach Kubwe und zum Flughafen miteinander verbindet.

### Klima
Abuja weist eine warme und feuchte Regenzeit auf, die von etwa April bis Oktober dauert und auf deren Höhepunkt im Juli und August täglich ergiebige Niederschläge fallen. Die Tageshöchsttemperaturen liegen dann knapp unter 30 Grad, die Temperaturen in der Nacht unterschreiten die 20 Grad nicht. Außerhalb der Regenzeit, in der Trockenzeit fällt beinahe überhaupt kein Niederschlag und die Temperaturen steigen täglich über 35 Grad, seltener auch über 40 Grad. Die Temperaturen in den Nächten betragen nicht unter 20 Grad. Zum Ende der Trockenzeit, etwa von Januar bis März, kann der Harmattan, ein Landwind aus Nordosten, große Mengen Staub aus der Sahara transportieren. Dieser Staubschleier verschlechtert die Sicht, belastet auch die Atemwege und führt häufig zu schlechteren Mobiltelefon- und Satellitenverbindungen. Die Länge der Tage unterscheidet sich im Jahresverlauf kaum, die Sonne geht zwischen 6 und 7 Uhr morgens auf und zwischen 18 und 19 Uhr unter.
|                       | Jan  | Feb  | Mär  | Apr  | Mai  | Jun  | Jul  | Aug  | Sep  | Okt  | Nov  | Dez  |   |      |
| Mittl. Tagesmax. (°C) | 32,3 | 34,3 | 35,2 | 33,6 | 32,1 | 29,8 | 28,4 | 27,9 | 29,1 | 30,2 | 32,8 | 32,8 | ⌀ | 31,5 |
| Mittl. Tagesmin. (°C) | 19,1 | 20,5 | 22,3 | 22,7 | 22,3 | 20,9 | 20,4 | 20,3 | 20,3 | 19,9 | 18,6 | 17,7 | ⌀ | 20,4 |
|                       |      |      |      |      |      |      |      |      |      |      |      |      |   |      |
| Niederschlag (mm)     | 1    | 6    | 31   | 81   | 132  | 190  | 244  | 283  | 348  | 196  | 26   | 3    | Σ | 1541 |
|                       |      |      |      |      |      |      |      |      |      |      |      |      |   |      |
| Sonnenstunden (h/d)   | 8,5  | 8,8  | 8,1  | 7,9  | 7,8  | 7,2  | 5,0  | 4,0  | 5,7  | 8,1  | 9,4  | 9,4  | ⌀ | 7,5  |
|                       |      |      |      |      |      |      |      |      |      |      |      |      |   |      |
| Regentage (d)         | 0    | 0    | 3    | 5    | 9    | 11   | 14   | 15   | 16   | 13   | 2    | 0    | Σ | 88   |
|                       |      |      |      |      |      |      |      |      |      |      |      |      |   |      |
| Luftfeuchtigkeit (%)  | 39   | 37   | 50   | 64   | 76   | 82   | 85   | 86   | 85   | 81   | 63   | 43   | ⌀ | 66,1 |

| 19,1 |

| 20,5 |

| 22,3 |

| 22,7 |

| 22,3 |

| 20,9 |

| 20,4 |

| 20,3 |

| 20,3 |

| 19,9 |

| 18,6 |

| 17,7 |

| 19,1 |

| 20,5 |

| 22,3 |

| 22,7 |

| 22,3 |

| 20,9 |

| 20,4 |

| 20,3 |

| 20,3 |

| 19,9 |

| 18,6 |

| 17,7 |

### Flora und Fauna
Abuja liegt in der Savanne. Es dominieren Bäume, die mit einer monatelangen Trockenzeit keine Probleme haben, wie die Schirmakazie, wilde Orangen- und Bananen-Bäume (die aber meist an den Wasserläufen kleiner Flüsse oder Bäche wachsen), der Kapokbaum sowie Mangobäume. Aufgrund der dichten Besiedlung ist die Tierwelt in der Region stark dezimiert. Vereinzelt können Schlangen, Krokodile und Affen gesehen werden. Hinzu kommen die Fulani mit ihren Rinderherden, die in den Abendstunden ihr Vieh auch durch Abuja treiben.

## Geschichte

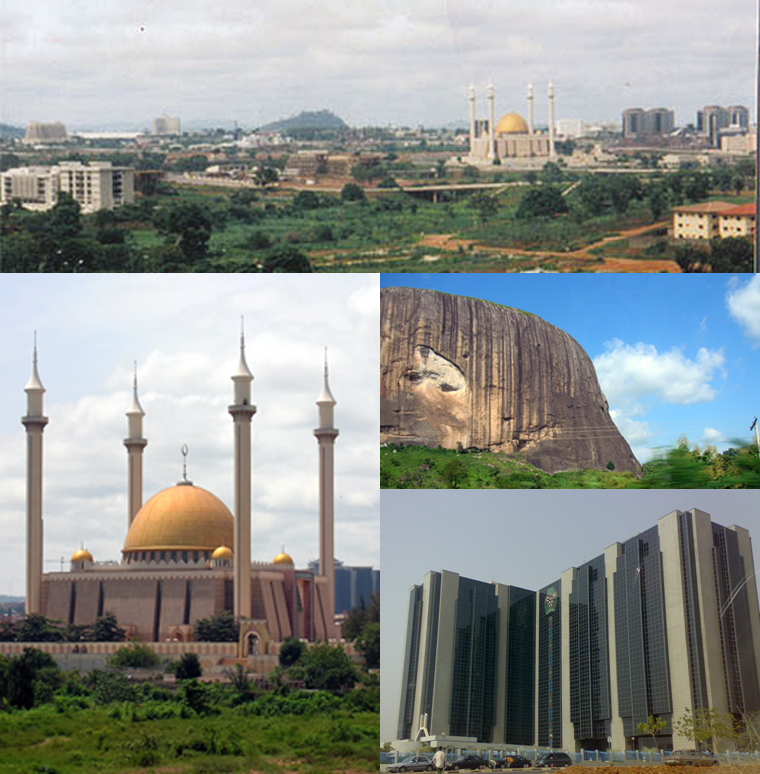
Abuja

Bereits im Jahr 1976 fasste die nigerianische Regierung den Beschluss, die Hauptstadt von Lagos an der Küste in das Zentrum des Landes zu verlagern, und begann die Planstadt auf dem Reißbrett zu erschaffen. Der japanische Stadtplaner Kenzō Tange konzipierte die Planhauptstadt. Erbaut wurde die Stadt durch Baufirmen aus Frankreich, Deutschland, den Niederlanden, Italien und anderen Ländern. Finanzielle Probleme sowie der schleppende Fortschritt der Bauarbeiten verzögerten den raschen Umzug der Regierung. Die Kosten wurden größtenteils durch die Erlöse aus dem Erdölexport gedeckt. Vom einst entworfenen Masterplan für die Gestaltung der Stadt ist bisher erst etwa ein Fünftel realisiert. Das geplante Geschäftszentrum der Stadt zum Beispiel mit dem Hauptbahnhof und Fußgängerzonen ist bis heute weitestgehend Ödland. Politiker betonen aber immer wieder, dass der Masterplan aus den 1970er-Jahren noch zu realisieren sei, und so gehen die Bauarbeiten tatsächlich weiter. Unweit des Sheraton-Hotels am Sani Abacha Way entstand Anfang 2009 ein Einkaufszentrum mit Kinosälen. Zahlreiche Straßen werden aus- oder neugebaut.
Innerhalb des Autobahnringes (sogenannte Phase 1 der Stadt) wird moderat am Ausbau der Stadt gearbeitet. Entstehende Elendsviertel werden hier schnell beseitigt. Es entstehen heute vor allem Villen sowie neue Geschäfts- und Verwaltungsgebäude. In den westlich davon gelegenen Stadtteilen (Phase 2) existieren preiswertere Wohnviertel. Außenherum aber entstehen Vorstädte in großer Geschwindigkeit, auf die die Definition für Slums zutrifft. Diese Armutsviertel wachsen so rasant, dass sich die Einwohnerzahl Abujas in nur zehn Jahren auf 15 bis 20 Millionen Menschen erhöhen könnte. Einige Vorstädte weisen ein Wachstum von 20 bis 30 % pro Jahr auf.
Eine echte Innenstadt mit der Konzentration auf viele Geschäfte und Verwaltungseinrichtungen fehlt bis heute. Geplant ist eine solche City im Central District. Auf einer Länge von 6,5 km bei einer Breite von etwa 700 Metern soll dort ein zentraler Boulevard mit großstädtischer Bebauung eine Innenstadt formen. Im Osten wird dieser Bereich durch den Eagle Square begrenzt, im Westen durch das National Hospital. Die Constitution Avenue (Road B6) bildet den nördlichen Rand der künftigen City, Independence Avenue (Road B12) den südlichen. Derzeit konzentriert sich das geschäftliche Leben auf einige Teile des Wuse-Bezirks.
Am 16. Juni 2011 fand ein Selbstmordanschlag auf dem Parkplatz des Hauptquartiers der Polizei statt. Dabei wurden mindestens 30 Menschen getötet. Am 26. August desselben Jahres starben 25 Menschen bei der Explosion einer Autobombe, die die unteren Stockwerke des United Nations House Abuja, des Hauptquartiers der Vereinten Nationen in Nigeria, zerstörte.
Bevölkerungsentwicklung der Agglomeration
| Jahr | Einwohnerzahl |
| ---- | ------------- |
| 1950 | 19.000        |
| 1960 | 23.000        |
| 1970 | 48.000        |
| 1980 | 125.000       |
| 1990 | 330.000       |
| 2000 | 833.000       |
| 2010 | 1.814.000     |
| 2017 | 2.750.000     |
| 2023 | 3.839.646     |

## Leben in der Stadt

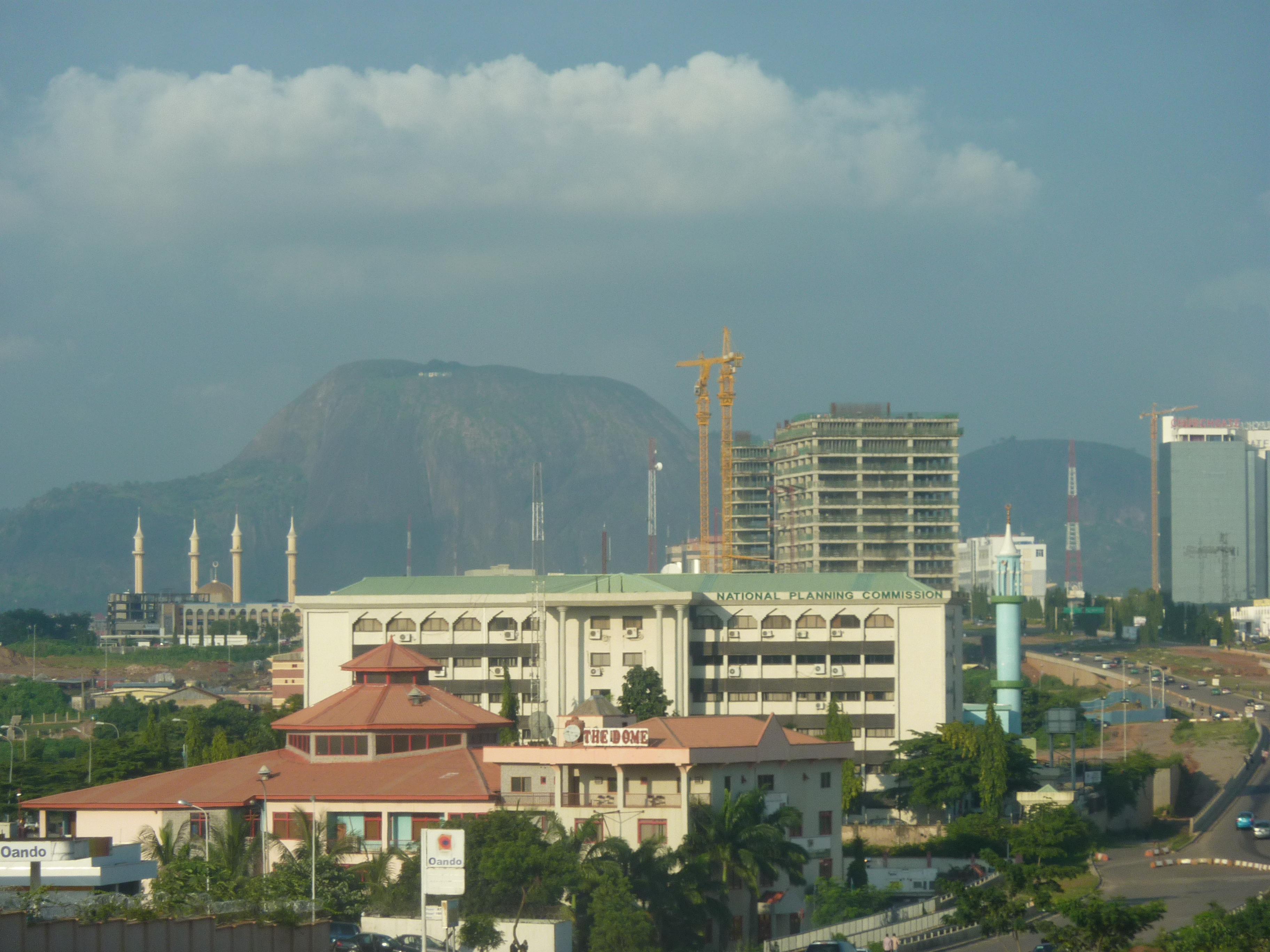
Abuja

Als eine schnell erbaute Planstadt entspricht Abuja städtebaulich westlichem Standard. Der Zuzug in die Stadt wird durch teuer gehaltenen Wohnraum erschwert, noch immer ist die ehemalige Hauptstadt Lagos das Hauptziel für Einwanderer aus den ländlichen Räumen. Abuja entspricht nicht den sonstigen Gegebenheiten Nigerias oder Afrikas. Die Stadt ist im Vergleich zu anderen Städten des Landes sauber und sicher. Viele Firmen, darunter auch ausländische, haben sich inzwischen im Central District angesiedelt. Durch die Rolle Abujas als Hauptstadt Nigerias befinden sich dort unter anderem die Zentralen der Federal Radio Corporation of Nigeria (FRCN) und der Nigerian Television Authority (NTA). In der Stadt entstanden auch einige Parks und Grünanlagen. Im wohlhabenden Asokoro District befinden sich die Häuser vieler reicher Nigerianer, auch der Präsidentenpalast ist dort zu finden.
Die Freizeitmöglichkeiten in Abuja entwickeln sich allerdings nur langsam. Zu überhöhten Preisen gibt es aber fast alles zu kaufen: Die wenigen Supermärkte nach westlichem Vorbild verkaufen die meisten Waren zu höheren Preisen als in Europa. Vor allem Käse, Wurst, Fleisch, Süßigkeiten, Kartoffelchips und Kaffee sind sehr teuer. Günstiger kauft es sich auf den großen Wochenmärkten ein. Dort werden überwiegend Produkte aus der Region verkauft, wobei die Preise nicht selten fünfmal so hoch sind wie im Umland, dabei aber immer noch erschwinglich sind.
In den Straßen Abujas ist Rauchen bei Strafe verboten. Es wurden selbst Raucher zur Kasse gebeten, die im eigenen Auto geraucht hatten. Auch das Fotografieren von strategisch wichtigen Plätzen ist verboten, wobei die Definition für einen strategisch wichtigen Platz unklar ist; selbst auf Wochenmärkten kann ein Foto bestraft werden.

### Kultur
Das kulturelle Leben in Abuja ist im Vergleich zu westlichen Städten eher provinziell, da es sich fast nur auf zwei Kinos beschränkt; es gibt weder ein Theater noch eine Oper in Abuja. Unterhalb des Aso Rock (ein 400 Meter hoher Monolith) liegt ein kleiner Zoo (National children’s park and zoo) mit mehreren Spielplätzen für Kinder und Kiosken. Raubtiere sind nicht zu bewundern, die finanziellen Möglichkeiten reichen nicht zum Kauf von Fleisch. Stattdessen kann man Strauße, Gnus, Zebras, Affen, Esel, Giraffen, Vögel, Schildkröten und Ziegen beobachten.

### Sicherheit und Versorgung

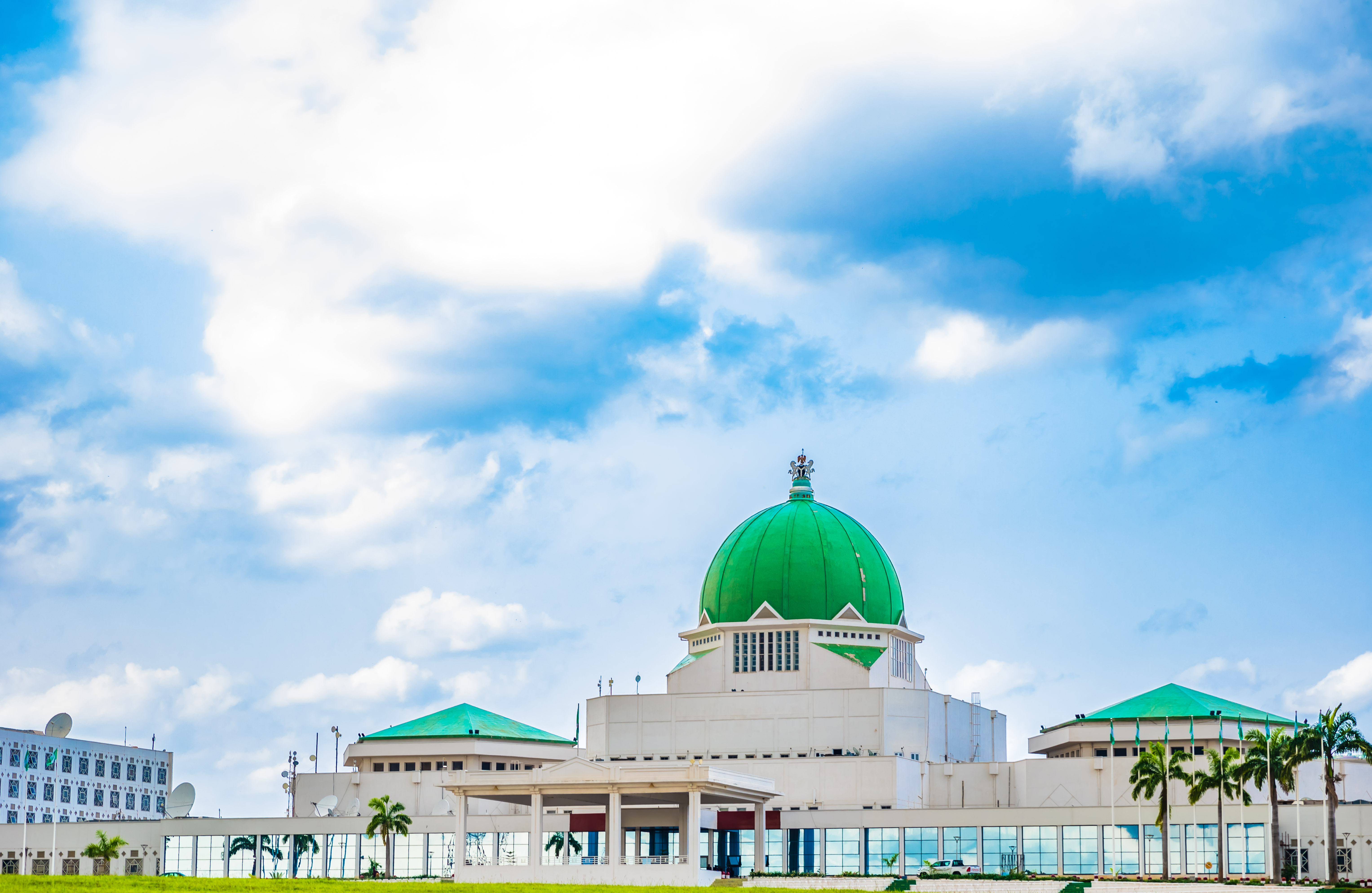
Nationalversammlung

Die Hauptstadt Abuja galt lange Zeit als relativ sicher. Zwar werden auch aus der Hauptstadt gelegentlich bewaffnete Überfälle mit Todesfällen gemeldet. Im Vergleich zur Sicherheitslage im Süden Nigerias jedoch kann man sich in Abuja frei bewegen. Besonders in den Nachtstunden gibt es Straßenkontrollen der Polizei. Verkehrsunfälle sind häufig, Nigerias Autofahrer sind berüchtigt für ihre riskante Fahrweise. Erschwerend kommt der oft mangelhafte technische Zustand von Autos und LKW hinzu, der Verkehrsunfälle fördert.
Seit Oktober 2010 jedoch ereigneten sich auch in Abuja zwei folgenschwere Bombenanschläge. Zum 50. Jahrestag der Unabhängigkeit Nigerias am 1. Oktober detonierten unweit der offiziellen Feierlichkeiten im Herzen der Stadt zwei Bomben, die mindestens zwölf Menschen töteten. Am 31. Dezember des gleichen Jahres explodierte auf dem bei Nigerianern wie Ausländern beliebten Mammy Market, einer Art Freiluftrestaurant auf einem Gelände der nigerianischen Armee, erneut ein Sprengsatz. Die Opferzahlen schwanken je nach Quelle zwischen 4 und 30 Toten. Auch danach kam es immer wieder zu tödlichen Angriffen, so zum Beispiel am 26. August 2011 mit 24 oder am 14. April 2014 mit 71 getöteten Personen.
Ein Problem in Abuja ist, wie im gesamten Land, die mangelhafte Versorgung mit elektrischer Energie. Auch in den vornehmsten Stadtteilen gibt es täglich Stromausfälle, in nahezu jedem Garten stehen Dieselgeneratoren zur Überbrückung der Stromausfälle. Trotz besonderer Förderung der Hauptstadt gelingt es nicht, Ampeln oder Straßenbeleuchtung kontinuierlich zu betreiben. An der östlichen Ringstraße zwischen Präsidentenpalast und Aso Rock wurden in einem großangelegten Versuch zahlreiche Solar-Straßenlaternen errichtet. Trotz aufwändiger Hinweisschilder, dass der Diebstahl oder die Beschädigung dieser Laternen mit drastischen Strafen belegt wird, fehlen inzwischen viele Lampen.

### Deutsches Leben in Abuja
Weil der Baukonzern Julius Berger Nigeria (JBN) als ehemalige Minderheitsbeteiligung des deutschen Konzerns Bilfinger Berger sein Hauptquartier in Abuja hat, gibt es auch Deutsche in der Stadt. Die Zahl der Minderheit wird auf 400 bis 600 Personen geschätzt. Das JBN Life Camp umfasst eine deutsche Schule, eine Klinik, einen Supermarkt, eine Bäckerei, eine Fleischerei und außer dem Clubhaus zahlreiche weitere Gebäude. Mit Büros vertreten sind die Konrad-Adenauer-Stiftung, die Friedrich-Ebert-Stiftung und die Heinrich-Böll-Stiftung. Die Deutsche Botschaft residiert im Stadtteil Maitama; ein Botschaftsneubau im Central District ist wegen Baumängeln seit Jahren ungenutzt. Vor Ort sitzt auch eine Beratergruppe der Bundeswehr sowie die Deutsche Gesellschaft für Internationale Zusammenarbeit (GIZ).

## Sehenswürdigkeiten

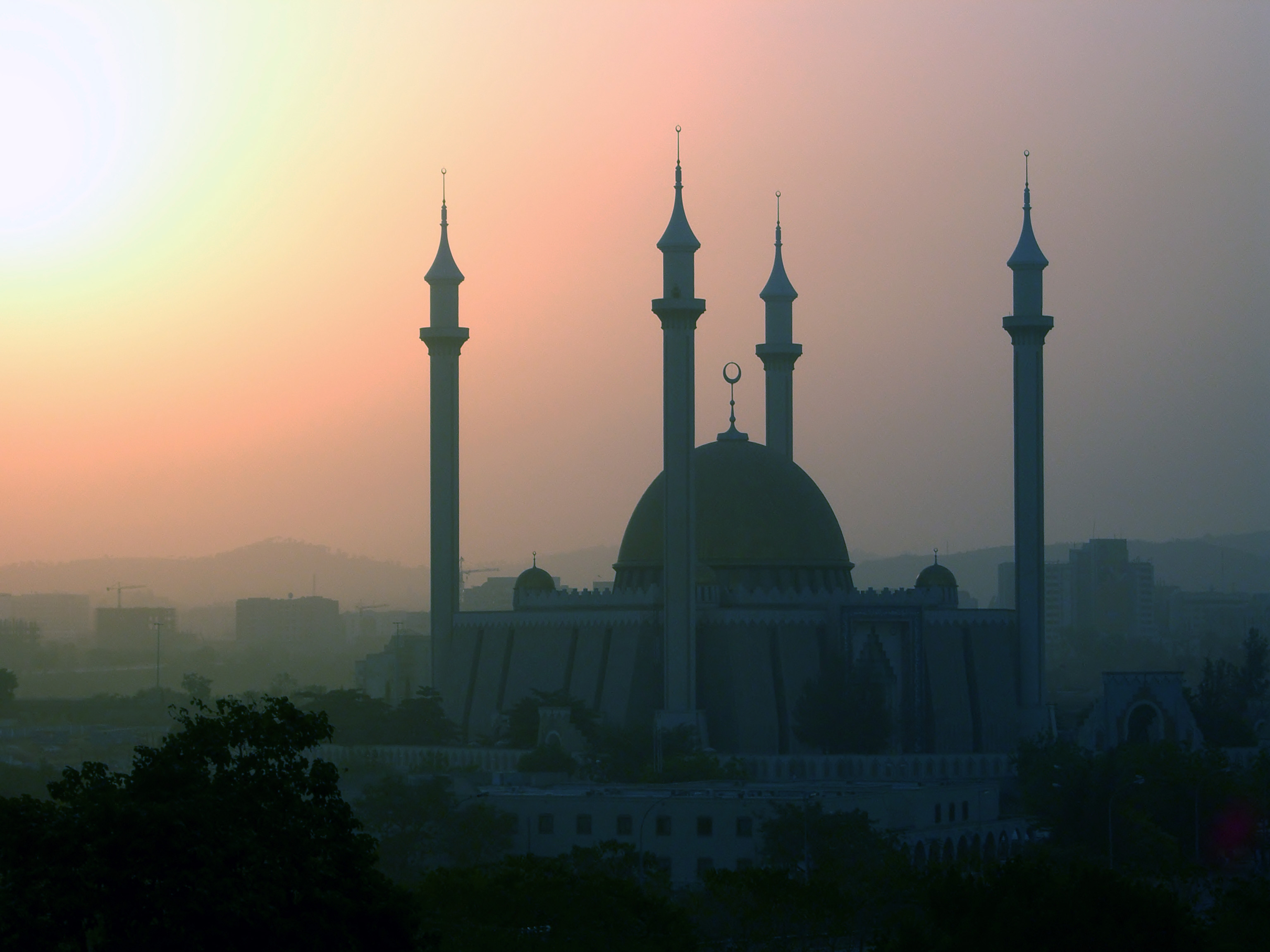
Die Nationalmoschee in Abuja

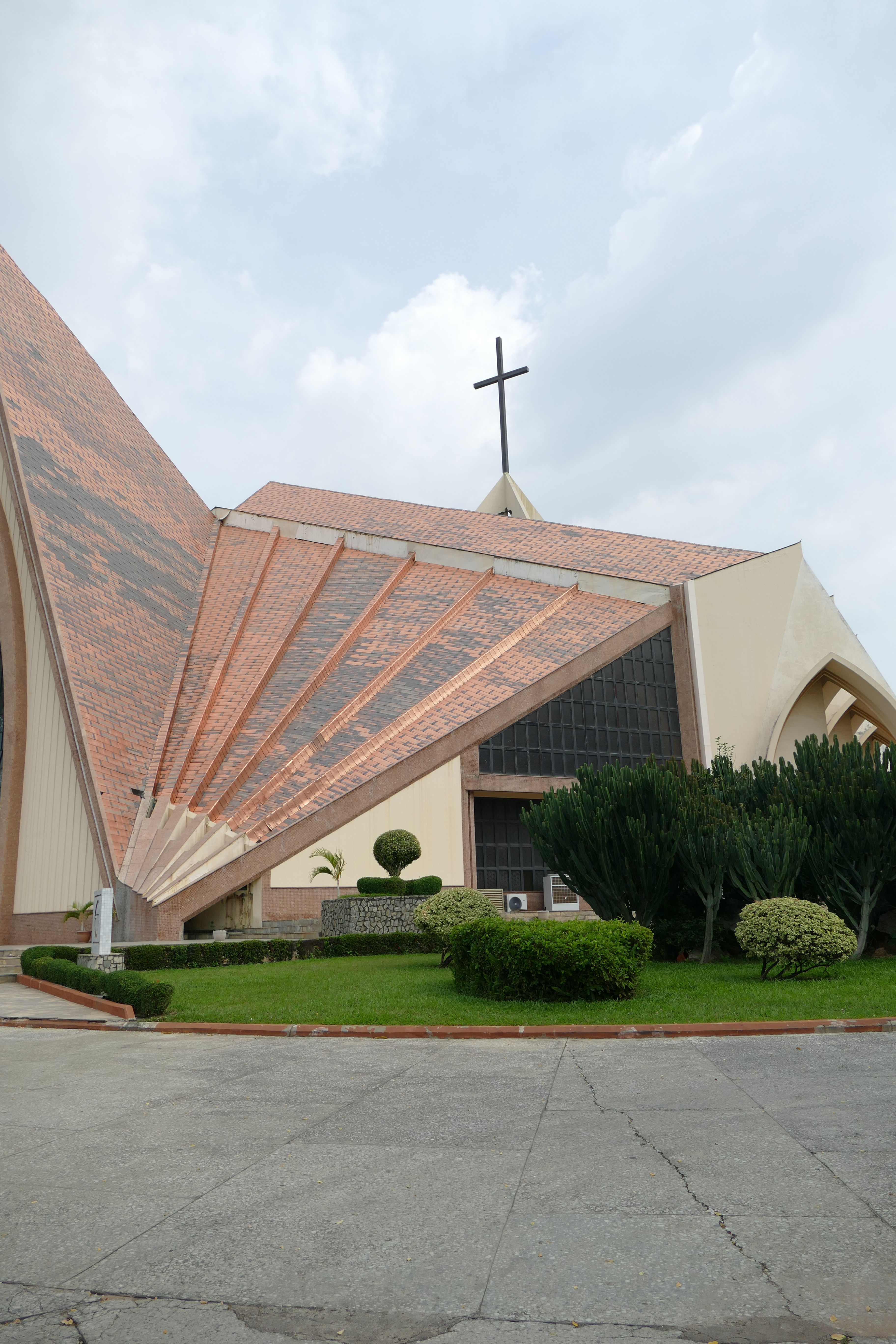
Die Nationalkirche in Abuja

### Interessante Bauten
Da Abuja vor weniger als 50 Jahren neu gegründet wurde, weist das Stadtbild keine historischen Gebäude auf. Alle Gebäude sind in den letzten 30 Jahren entstanden. Daher dominiert der Baustil der 1980er und 90er Jahre die Skyline. In den letzten Jahren sollen dieser vermehrt hohe Gebäude hinzugefügt werden. So war zum 20. Geburtstag der Stadt im Jahr 2011 die Fertigstellung des 170 Meter hohen Millennium-Towers vorgesehen. Die Finanzierung des Projektes jedoch läuft so schleppend, dass die Inbetriebnahme dieses riesigen Freizeitkomplexes noch viele Jahre auf sich warten lassen wird. Zu den Sehenswürdigkeiten der Stadt zählt unter anderem die Nigerianische Nationalmoschee, die mit ihrer goldenen Kuppel und den vier Minaretten das Stadtbild Abujas prägt. Ebenfalls in Abuja befindet sich die 2005 fertiggestellte, christliche nigerianische Nationalkirche.
Weithin zu sehen ist aufgrund seiner Größe auch der Nigerianische Präsidentenkomplex, der Sitz und Residenz des Präsidenten ist und 1991 zum Umzug der Hauptstadt fertiggestellt wurde. Das Abuja-Stadium dient unter anderem als Austragungsort für die Nigerianische Fußballnationalmannschaft, die Super Eagles und ist ein Entwurf des deutschen Architekturbüros Schlaich Bergermann und Partner. Es wurde mit seinen 60.000 Sitzplätzen im Jahr 2003 eröffnet und wird auch für kulturelle oder religiöse Veranstaltungen genutzt. Es sollte 2014 die Commonwealth Games beherbergen, den Zuschlag für die Austragung des Sportereignisses bekam jedoch Glasgow. Das benachbarte Velodrom ist ähnlich sehenswert, im Herbst 2008 wurden dort die ersten MTV African Music Awards verliehen.

### Grünanlagen und Vergnügungsparks

Millennium-Park mit Blick auf die Innenstadt, 2019

Die Stadt weist eine Reihe von Parks auf, darunter den von Manfredi Nicoletti entworfenen Millennium Park im Herzen der Stadt. Am Ibrahim Babangida Boulevard liegt der Maitama Amusement Park mit Karussellen und weiteren Attraktionen. Ein weiterer Freizeitpark ist der Abuja Wonderland Park in der Nähe des Stadions im Südwesten. Über die Maitama Avenue erreicht man den I.B.B.-Golfplatz. Dieser wurde zwischen 1987 und 1991 durch die Firma Julius Berger angelegt. Die Umgebung des Jabi Lakes ist ebenfalls ein Freizeitgelände. Im Oktober 2019 wurde angekündigt, es werde durch eine Investition von 15 Millionen Dollar ausgebaut.

### Umland
Aufgrund der Sicherheitslage in Nigeria sind Ausflüge ins Umland gut zu planen und nur mit mehreren Fahrzeugen zu empfehlen. Bei den in Abuja lebenden Expats sind Touren ins Umland dennoch beliebt, so zum Beispiel zu den Gurara-Fällen im benachbarten nigerianischen Bundesstaat Niger (nicht zu verwechseln mit dem gleichnamigen Nachbarstaat) oder zur Usuma Talsperre.

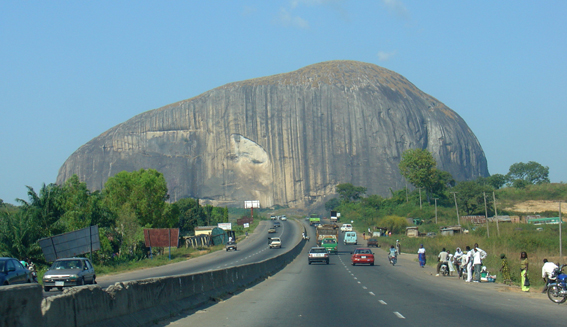
Zuma Rock bei Abuja

Sehenswert ist der Zuma Rock, ein rund 725 Meter über seiner Umgebung aufragender Monolith etwa 50 Kilometer nordwestlich Abujas. Bei klarer Luft ist er selbst von der Hauptstadt aus zu sehen. Einer Entwicklung als touristisches Ziel steht der bei den Einheimischen weit verbreitete Aberglaube im Weg, es handele sich bei Zuma Rock um einen verzauberten Berg, dem man sich nicht nähern soll und den man nach Möglichkeit nicht einmal ansieht. So steht direkt vor dem Berg ein unvollendeter Hotel-Rohbau für dessen Weiterbau sich nach einer Reihe von Unfällen auf der Baustelle keine Arbeiter mehr fanden. In den Orten Bwari und Ushafa befinden sich Töpfereien, in denen die Arbeit erklärt wird, man selbst auch etwas töpfern kann und deren Waren auch zum Verkauf angeboten werden. Wegen des angenehmen Klimas im Hochland von Jos waren früher auch Ausflüge in die Stadt Jos beliebt. Religiöse und politische Unruhen fordern dort jedoch immer wieder hunderte Tote, so dass private Ausflüge in diese Region seltener wurden.

## Wirtschaft & Infrastruktur

### Wirtschaft
In der Stadt befindet sich unter anderem die Abuja Securities & Commodity Exchange als Wertpapierhandelsplatz und Börse.

### Luftverkehr
Der Flughafen Abuja ist der zweitgrößte des Landes. Täglich fliegt British Airways nach London Heathrow, jeweils dreimal die Woche fliegt die niederländische KLM mit Airbus A330 nach Amsterdam-Schiphol, Ethiopian Airlines nach Addis Abeba und täglich die Lufthansa mit Airbus A330 nach Frankfurt. Einige Lufthansa-Flüge pro Woche werden über Abuja hinaus nach Port Harcourt verlängert, zum Einsatz kommen dann ebenfalls Airbus A330. Hinzu kommen Inlandsflüge vor allem nach Lagos, aber auch nach Kano, Port Harcourt, Maiduguri, Sokoto und anderen nigerianischen Flughäfen. Eine Besonderheit des KLM-Fluges nach Amsterdam ist der Zwischenstopp in Kano. Inlandsflüge zwischen Abuja und Kano sind dabei aber nicht möglich. Weitere internationale Flüge gehen nach Accra/Ghana. Seit Juni 2009 fliegt Delta Air Lines mehrmals pro Woche nach New York, teilweise mit Zwischenlandung in Dakar (Senegal) mit Boeing 757.
Der Flughafen ist durch die Stadtbahn Abuja Rail Mass Transit mit der Stadt verbunden.

### Straße
Die Abuja Urban Mass Transport Company (AUMTCO) betrieb ein Busnetz zwischen der Innenstadt Abujas und den Satellitenstädten. Die Betriebszeiten lagen zwischen etwa 6 und 21 Uhr. Außer den Linien zu den Vororten gab es auch Linie im Stadtzentrum. Die Busse waren als billigste Transportmöglichkeit populär und nicht selten überfüllt. Für eilige Pendler, die eigentlich avisierte Kundschaft, waren die Busse allerdings zu langsam, da sie auch auf langen Strecken an allen der zahlreichen in der Stadt errichteten Haltestellen stoppen sollten, die mit Wartehalle, Papierkorb und Haltestellenschild ausgestattet sind. Hauptabfahrplatz für die roten Busse der AUMTCO war der Eagle Square in der Stadtmitte. Die verwendeten Busse sind aus brasilianischer Produktion und verraten auf ihrem Zielfilm Mercedes-Benz als Hersteller. Der Betrieb ist jedoch großenteils zusammengebrochen, nachdem die Zentralregierung 2014 die Subventionen eingestellt hatte. Man ringt um eine Wiederbelebung.
Taxen fahren tagsüber zahlreich durch die Stadt. Sie sind an ihrer grünen Farbe mit weißen Streifen zu erkennen. Preise werden am Beginn der Fahrt verhandelt. Weiterhin können Autos gemietet werden, was Europäern angesichts der rauen Sitten auf den Straßen aber nur bedingt empfohlen werden kann. Taxifahrten nach Einbruch der Dunkelheit sind nicht empfehlenswert, weil es dabei immer wieder zu Raubüberfällen auf die Fahrgäste kam.

### Schiene
Eine Stadtbahn für Abuja, die Abuja Rail Mass Transit, üblicherweise Abuja Light Rail genannt, hat 2018 ihren Betrieb aufgenommen. 2020 wurde er wegen der COVID-Pandemie eingestellt. Am 29. Mai 2024 wurde der Verkehr wieder aufgenommen.
Seit Ende Juli 2016 ist Abuja durch eine 186,5 Kilometer lange Normalspurstrecke mit Kaduna an der Eisenbahnstrecke Lagos – Kano verbunden. Die Schnellzüge benötigen etwa zwei Stunden für deren Bewältigung. Der Fernbahnhof von Abuja befindet sich in Idu, 20 Kilometer westlich des Stadtzentrums, mit dem er seit 2018 durch eine Stadtbahn (Light Rail) verbunden ist. Seit einem Überfall auf einen Zug im März 2022 war der Personenverkehr eingestellt und wurde erst am 5. Dezember 2022 wieder aufgenommen.

### Straßenverkehr
Im Straßenverkehr der Hauptstadt existieren an größeren Kreuzungen Ampeln. Sehr häufig regeln Verkehrspolizisten den Verkehr. Tankstellen sind in der Stadt nur wenige vorhanden, auf den Ausfallstraßen jedoch reiht sich oft eine Tankstelle an die nächste. Benzin ist staatlich subventioniert und billig (Stand November 2023 etwa 70 Cent pro Liter). Gelegentlich kommt es zu einer Unterversorgung mit Benzin.
Straßen sind vielfach imposant ausgebaut. Hauptverkehrsstraßen in der Innenstadt haben meistens 6 bis 8 Fahrspuren, teilweise gar mehr. Noch immer werden neue Straßen errichtet oder vorhandene massiv ausgebaut. Die Constitution Avenue, eine der größten Innenstadtschnellstraßen erhält derzeit ihre zweite Fahrtrichtung. Viele Straßen wurden zunächst nur mit den Fahrbahnen für eine Richtung errichtet und als Einbahnstraße ausgewiesen. Brücken und Randbebauung wurden aber bereits so ausgelegt, dass die Gegenrichtung später hinzu gebaut werden kann. Ähnlich wurde der Autobahnring um die Innenstadt zunächst erst in kleinem Stil realisiert und wird derzeit nach und nach ausgebaut. Westlich der Innenstadt (Nnamdi Azikiwe Express Way) ist der Ausbau weitestgehend fertiggestellt und so findet man dort bis zu 12 Fahrstreifen, 2 × 4 Hauptfahrbahnen und 2 × 2 Nebenfahrbahnen für die Verbindung der einzelnen Anschlussstellen untereinander. Wegweiser fehlen auf der Autobahn fast völlig, ohne einen Stadtplan oder Ortskenntnisse findet man sich hier kaum zurecht. Im Frühjahr 2009 konzentrieren sich die Ausbauarbeiten am Autobahnring auf den nordwestlichen Teil beim Stadtteil Maitama. Von der Öffentlichkeit beklagt wird immer wieder der mangelhafte Unterhalt vorhandener Straßen. Tatsächlich werden die Schlaglöcher stets größer, durch Löcher in den Fahrbahnen kann von Brücken teilweise auf das Gelände darunter geblickt werden. Fehlende Gullydeckel verursachen häufig Unfälle.

### Satelliten-Bodenstation
2011 wurde im Rahmen des DMC-Technologietransferprogramms von einer britischen Firma eine Satelliten-Bodenstation für die National Space Research and Development Agency aufgebaut und ausgestattet. Damit soll Nigeria den Betrieb von NigeriaSat-2 selbstständig übernehmen.

## Söhne und Töchter der Stadt
- Joseph Dosu (* 1973), Fußballspieler und -trainer
- Ndidi Kanu (* 1986), Fußballspielerin
- Macauley Chrisantus (* 1990), Fußballspieler
- Kehinde Fatai (* 1990), Fußballspieler
- Nosa Igiebor (* 1990), Fußballspieler
- Adefolarin Durosinmi (* 1991), Fußballspieler
- Ramon Azeez (* 1992), Fußballspieler
- Helen Ukaonu (* 1991), Fußballspielerin
- Gabriel Okechukwu (* 1995), Fußballspieler
- Aminu Umar (* 1995), Fußballspieler
- Chigozie Mbah (* 1997), Fußballspieler
- Seth Sincere (* 1998), Fußballspieler
- Tani Oluwaseyi (* 2000), kanadisch-nigerianischer Fußballspieler
- George Bello (* 2002), Fußballspieler